# Coppa della Confederazione CAF 2013
La Coppa della Confederazione CAF 2013 è stata la decima edizione della competizione. La stagione è iniziata il 15 febbraio ed è terminata il 30 novembre 2013. Lo Sfaxien ha vinto il trofeo per la terza volta.

## Turno preliminare
Le gare di andata si sono giocate tra il 15 e il 17 febbraio 2013, quelle di ritorno sono in programma tra il 1º e il 3 marzo.
| Squadra 1                 | Totale            | Squadra 2           | Andata | Ritorno |
| ------------------------- | ----------------- | ------------------- | ------ | ------- |
| Gor Mahia                 | 5 – 0             | Anse Réunion        | 0 – 0  | 5 – 0   |
| Don Bosco                 | 3 – 4             | SuperSport United   | 0 – 1  | 3 – 3   |
| Gaborone United           | 2 – 3             | Liga Muçulmana      | 2 – 2  | 0 – 1   |
| Mogas 90                  | per ritiro        | Douanes Lomé        | –      | –       |
| Rail Club Kadiogo         | 2 – 1             | Sahel               | 1 – 1  | 1 – 0   |
| LLB Académic              | 2 – 1             | Police              | 1 – 0  | 1 - 1   |
| Panthère du Ndé           | 3 – 1             | Elect-Sport         | 2 – 0  | 1 – 1   |
| Desportivo Guadalupe      | 1 – 17            | Bitam               | 0 – 5  | 1 – 12  |
| Anges de Fatima           | 2 – 5             | Dedebit             | 0 – 4  | 2 – 1   |
| TCO Boeny                 | 3 – 3 (5 – 3 dtr) | Mbabane Highlanders | 1 – 2  | 2 – 1   |
| Gamtel                    | 5 – 2             | HLM                 | 2 – 1  | 3 - 1   |
| New Edubiase United       | 1 – 1 (4 – 5 dtr) | Diables Noirs       | 1 – 0  | 0 – 1   |
| The Panthers              | 3 – 0             | Séquence            | 1 – 0  | 2 – 0   |
| Power Dynamos             | 1 – 2             | Caála               | 1 – 0  | 0 - 2   |
| Unisport                  | 0 – 3             | Bougouni            | 0 – 1  | 0 – 2   |
| Stella Club               | 1 – 4             | Onze Créateurs      | 1 – 1  | 0 – 3   |
| Barrack Young Controllers | 1 – 0             | Johansen            | 1 – 0  | 0 – 0   |
| Azam                      | 8 – 1             | El Nasir            | 3 – 1  | 5 – 0   |
| Al-Nasr Bengasi           | 1 – 0             | Al Khartoum         | 0 – 0  | 1 – 0   |

## Primo turno
| Squadra 1                 | Totale     | Squadra 2         | Andata | Ritorno     |
| ------------------------- | ---------- | ----------------- | ------ | ----------- |
| ENPPI                     | 3 – 0      | Gor Mahia         | 3 – 0  | 0 – 0       |
| Petro Luanda              | 0 – 2      | SuperSport United | 0 – 0  | 0 – 2       |
| Lobi Stars                | 4 – 8      | Liga Muçulmana    | 3 – 1  | 1 – 7       |
| Wydad Casablanca          | 4 – 1      | Douanes Lomé      | 3 – 0  | 1 –1        |
| Rail Club Kadiogo         | 2 – 3      | ASEC Mimosas      | 1 – 2  | 1 – 1       |
| Motema Pembe              | 1 – 2      | LLB Académic      | 1 – 0  | 0 – 2       |
| USM Algeri                | 4 – 2      | Panthère du Ndé   | 1 – 0  | 3 – 2       |
| Heartland                 | a tavolino | Bitam             | 2 – 1  | [ 1 ] [ 2 ] |
| Al-Ahly Shendi            | 1 – 0      | Dedebit           | 1 – 0  | 0 – 0       |
| Ismaily                   | 4 – 2      | TCO Boeny         | 2 – 0  | 2 – 2       |
| Sfaxien                   | 7 – 3      | Gamtel            | 4 – 2  | 3 – 1       |
| Diables Noirs             | 6 – 1      | The Panthers      | 6 – 1  | 0 – 0       |
| Caála                     | 6 – 0      | Bougouni          | 4 – 0  | 2 – 0       |
| Étoile du Sahel           | 5 – 3      | Onze Créateurs    | 2 – 1  | 3 – 2       |
| Barrack Young Controllers | 1 – 2      | Azam              | 1 – 2  | 0 – 0       |
| FAR Rabat                 | 2 – 1      | Al-Nasr Bengasi   | 1 – 0  | 1 – 1       |

## Secondo turno
| Squadra 1      | Totale            | Squadra 2         | Andata | Ritorno |
| -------------- | ----------------- | ----------------- | ------ | ------- |
| ENPPI          | 3 – 1             | SuperSport United | 0 – 0  | 3 – 1   |
| Liga Muçulmana | 3 – 3 (gfc)       | Wydad Casablanca  | 2 – 0  | 1 – 3   |
| ASEC Mimosas   | 1 – 1 (2 – 4 dtr) | LLB Académic      | 1 – 0  | 0 – 1   |
| USM Algeri     | 0 – 3             | Bitam             | 0 – 0  | 0 – 3   |
| Al-Ahly Shendi | 0 – 0 (3 – 4 dtr) | Ismaily           | 0 – 0  | 0 – 0   |
| Sfaxien        | 4 – 2             | Diables Noirs     | 3 – 1  | 1 – 1   |
| Caála          | 2 – 7             | Étoile du Sahel   | 1 – 1  | 1 – 6   |
| Azam           | 1 – 2             | FAR Rabat         | 0 – 0  | 1 – 2   |

## Turno di play-off
| Squadra 1       | Totale            | Squadra 2       | Andata | Ritorno |
| --------------- | ----------------- | --------------- | ------ | ------- |
| Stade Malien    | 6 – 0             | LLB Académic    | 5 – 0  | 1 – 0   |
| Enugu Rangers   | a tavolino        | Sfaxien         | 1 – 0  | 0 – 0   |
| FUS Rabat       | 4 – 3             | FAR Rabat       | 1 – 0  | 3 – 3   |
| Bizertin        | 3 – 1             | Ismaily         | 3 – 0  | 0 – 1   |
| ES Sétif        | 2 – 2 (5 – 3 dtr) | Bitam           | 2 – 0  | 0 – 2   |
| JSM Béjaïa      | 3 – 4             | Étoile du Sahel | 2 – 2  | 1 – 2   |
| TP Mazembe      | 5 – 2             | Liga Muçulmana  | 4 – 0  | 1 – 2   |
| Saint-George SA | 3 – 3 (gfc)       | ENPPI           | 2 – 0  | 1 – 3   |

## Fase a gruppi
Le partite si giocano tra il 21 luglio e il 22 settembre 2013.

### Gruppo A
| Squadre         | Pt | G | V | N | P | GF | GS | DR |
| --------------- | -- | - | - | - | - | -- | -- | -- |
| Sfaxien         | 14 | 6 | 4 | 2 | 0 | 8  | 3  | +5 |
| Stade Malien    | 8  | 6 | 2 | 2 | 2 | 3  | 4  | -1 |
| Étoile du Sahel | 6  | 6 | 1 | 3 | 2 | 3  | 4  | -1 |
| Saint-George SA | 4  | 6 | 1 | 1 | 4 | 4  | 7  | -3 |

|                 | SFA   | ESS   | SG    | SM    |
| --------------- | ----- | ----- | ----- | ----- |
| Sfaxien         |       | 1 – 0 | 1 – 0 | 0 – 0 |
| Étoile du Sahel | 1 – 1 |       | 2 – 1 | 0 – 1 |
| Saint-George SA | 1 – 3 | 0 – 0 |       | 2 – 0 |
| Stade Malien    | 1 – 2 | 0 – 0 | 1 – 0 |       |

### Gruppo B
| Squadre    | Pt | G | V | N | P | GF | GS | DR |
| ---------- | -- | - | - | - | - | -- | -- | -- |
| TP Mazembe | 10 | 6 | 3 | 1 | 2 | 9  | 6  | +3 |
| Bizertin   | 8  | 6 | 2 | 2 | 2 | 3  | 3  | 0  |
| FUS Rabat  | 8  | 6 | 2 | 2 | 2 | 5  | 6  | -1 |
| ES Sétif   | 6  | 6 | 1 | 3 | 2 | 5  | 7  | -2 |

|            | CAB   | ESS   | FUS   | TPM   |
| ---------- | ----- | ----- | ----- | ----- |
| Bizertin   |       | 0 – 0 | 1 – 0 | 1 – 0 |
| ES Sétif   | 1 – 0 |       | 1 – 1 | 1 – 1 |
| FUS Rabat  | 1 – 1 | 1 – 0 |       | 2 – 0 |
| TP Mazembe | 1 – 0 | 4 – 2 | 3 – 0 |       |

## Fase a eliminazione diretta

### Semifinali
Le partite di andata si sono giocate il 6 ottobre 2013, quelle di ritorno si sono giocate il 19 e il 20 ottobre.
| Squadra 1    | Totale | Squadra 2  | Andata | Ritorno |
| ------------ | ------ | ---------- | ------ | ------- |
| Bizertin     | 0 – 1  | CS Sfaxien | 0 – 0  | 0 – 1   |
| Stade Malien | 1 – 3  | TP Mazembe | 1 – 2  | 0 – 1   |

### Finale
L'andata è stata giocata il 23 novembre 2013, il ritorno il 30 novembre.
| Squadra 1  | Totale | Squadra 2  | Andata | Ritorno |
| ---------- | ------ | ---------- | ------ | ------- |
| CS Sfaxien | 3 – 2  | TP Mazembe | 2 – 0  | 1 – 2   |